# Municipio de Franklin (condado de Kosciusko)
El municipio de Franklin (en inglés: Franklin Township) es un municipio ubicado en el condado de Kosciusko en el estado estadounidense de Indiana. En el año 2010 tenía una población de 1127 habitantes y una densidad poblacional de 12,66 personas por km².

## Geografía
El municipio de Franklin se encuentra ubicado en las coordenadas 41°7′20″N 86°1′43″O / 41.12222, -86.02861. Según la Oficina del Censo de los Estados Unidos, el municipio tiene una superficie total de 89.02 km², de la cual 88,6 km² corresponden a tierra firme y (0,47 %) 0,42 km² es agua.

## Demografía
Según el censo de 2010, había 1127 personas residiendo en el municipio de Franklin. La densidad de población era de 12,66 hab./km². De los 1127 habitantes, el municipio de Franklin estaba compuesto por el 96,72 % blancos, el 0,35 % eran afroamericanos, el 0,8 % eran amerindios, el 0,18 % eran asiáticos, el 0,98 % eran de otras razas y el 0,98 % eran de una mezcla de razas. Del total de la población el 2,48 % eran hispanos o latinos de cualquier raza.